# Chris Draper
Chris Draper (Sheffield, 20 marzo 1978) è un velista britannico, plurivincitore ai campionati mondiali e europei; è vincitore di una medaglia di bronzo alle Olimpiadi 2004 nella classe 49er.
Fu il vincitore della Extreme Sailing Series e timoniere per Luna Rossa. Nella 34ª Americas Cup è divenuto il primo inglese a timonare nella finale della Louis Vuitton Cup.
La sua attuale residenza è Corfe Mullen, Dorset, UK. Chris è sposato, con due figli. Ha incominciato ad andare in barca all'età di 7 anni in un Optimist e descrive l'influenza di suo padre e Jim Saltonstall (former RYA Youth Program Leader and Coach) come la chiave del successo della sua carriera. Ha altri interessi al di fuori della vela, come il surf e la mountain bike.

## Carriera[4]

### 2013
- Americas cup, Louis Vuitton Cup finallist, Helmsman
- 2° Overall Americas Cup World Series 2012 - 2013

### 2012
Ha vinto, su Luna Rossa Piranha, il primo evento ACWS a Napoli. Seconda posizione nell'evento ACWS di Venezia. Vincitore ACWS Fleet racing e terzo classificato nella ACWS di Newport. Secondo classificato nella ACWS fleet racing di San Francisco.

### 2011
Era un membro del Team Korea America Cup challenge, timonando in tutti gli eventi nella AC45 World Series nel 2011 prima che lasciasse il team. Il team era nella 4ª posizione al momento.

### 2010
- 49er World Championships - 6°
- 49er European Championships – 1° Medaglia d'Oro
- Princess Sophia Trophy – 2° Medaglia d'Argento 49er

### 2009
- 49er World Championships - 6°
- Extreme Sailing Series (then the iShares Cup) (Timone) - 1°

### 2008
- Extreme Sailing Series (then the iShares Cup) (Timone) - 4°

### 2007
- 49er World Championships - 9°
- Semaine Olympique Francaise - 1° 49er

### 2006
- 49er World Championships – 1° Medaglia d'Oro
- 49er Olympic test event – 1° Medaglia d'Oro
- Mumm 30 World Championship - 3°
- Mumm 30 Spi Ouest - 1°

### 2004
- Olympic Regatta, Athens – Medaglia di Bronzo 49er
- 49er European Championship – 1° Medaglia d'Oro
- 49er World Championship – 2° Medaglia d'Argento

### 2003
- ISAF Sailing World Championships – 1° Medaglia d'Oro 49er
- 49er European Championship – 2° Medaglia d'Argento
- Kiel Week Regatta, Germany – 1°Medaglia d'Oro 49er
- SPA Olympic Class Regatta, Holland – 1° Medaglia d'Oro 49er
- Olympic Class Week, Barcelona – 1° Medaglia d'Oro 49er
- Cadiz Test Event – 2° Medaglia d'Argento 49er

### 2002
- Olympic Test Event 2002 – 3° Medaglia di Bronzo 49er
- 49er European Championship – 2° Medaglia d'Argento
- 49er World Championship – 2° Medaglia d'Argento

### 1996
- ISAF Youth Sailing World Championships – 420 Medaglia d'Argento